# Miguel García Sierra
Miguel García Sierra fue el segundo gobernador del Valle del Cauca, Colombia.

## Trayectoria
Ejerció su mandato entre enero de 1912 y septiembre de 1914. Durante su mandato se dieron mejoras en las vías terrestres. La imprenta Departamental fue modernizada con la compra de maquinaria. Se dio la lucha contra la plaga de la langosta para proteger los cultivos y sembrados de un departamento que basaba su economía en lo agrícola. 
Ante la escasez de maestros, se pide ayuda al gobierno central para apoyar la labor de las Normales. 
También, se organizó la renta del tabaco y licores como ingreso a las huestes departamentales.